# Miroslav Brozović
Miroslav Brozović (Mostar, 26. kolovoza 1917. – Mostar, 5. listopada 2006.), hrvatski nogometni reprezentativac i nogometni trener.

## Igračka karijera

### Klupska karijera
Obrambeni igrač, igrao za mostarski Zrinjski, zagrebački Građanski, a nakon II. svjetskog rata igrao je za beogradski Partizan i od 1950. za Sarajevo, ali u dvostrukoj ulozi: igrač i trener, s kojim je u sezoni 1966./67. osvojio prvenstvo Jugoslavije. Zvali su ga "Meho".

### Reprezentativna karijera
Nastupio 17 puta za "A" i 2 puta za "B" sastav Jugoslavije, za hrvatsku nogometnu reprezentaciju 17 puta. Sudionik je Olimpijskih igara 1948. u Londonu, gdje osvaja srebrno odličje.

## Trenerska karijera
Trenirao je FK Sarajevo, FK Borac Banja Luka, FK Željezničar Sarajevo, FK Sloga Doboj i FK Rudar Kakanj.

## Vanjske poveznice
- (boš.) Članak na bhdani.com Kako se kalio fudbal  Arhivirana inačica izvorne stranice od 27. rujna 2007. (Wayback Machine)